# مارتین دومینگوئز
مارتین دومینگوئز (انگلیسی: Martín Domínguez؛ زادهٔ ۴ آوریل ۱۹۶۴) بازیکن فوتبال اهل اسپانیا بود که در پست هافبک چپ بازی می‌کرد. وی در بارسلون، کاتالونیا متولد شد.
وی همچنین در تیم ملی فوتبال اسپانیا بازی کرده‌است.